# Бёмер, Иоганн Фридрих
Иоганн Фридрих Бёмер (нем. Johann Friedrich Böhmer; 1792—1863) — немецкий архивариус, библиотекарь и историк; член Прусской академии наук.

## Биография
Иоганн Фридрих Бёмер родился 22 апреля 1795 года в городе Франкфурте на Майне, почти всё детство и юность провёл в затворничества и страдая от застенчивости и робости. Изучал право в университетах Гейдельберга и Геттингена.
Жил некоторое время в Риме. В 1822 году получил место при городской библиотеке в родном городе и в 1833 году стал там же старшим библиотекарем.
Главные его сочинения, для составления которых он неутомимо работал в библиотеках и архивах Германии, Франции, Голландии и Италии, касаются преимущественно источников средневековой истории отечества.
Им, в частности, были изданы памятники римских королей и императоров от Конрада I до Генриха VII (911—1313); памятники всех каролингов и многие другие.
Им же изданы под названием «Fontes rerum germanicarum» (т. 1—4, Штутгарт, 1843—68) многие исторические хроники XII и XIII веков, среди которых, «Kadmuth Hajehudim» (полемика Флавия против Апиона в переводе Шулама, с примечаниями Л. Л. Зильбермана и И. Бёмера, 1858).
С 1845 года он был членом Прусской академии наук.
Иоганн Фридрих Бёмер умер 22 октября 1863 года во Франкфурте на Майне.